# Weto ustawodawcze
Ten artykuł należy dopracować:

przedstawiono sytuację tylko z polskiej perspektywy – artykuł powinien być przekrojowy.
Pomóż go poprawić. Na stronie dyskusji mogą znajdywać się pomocne komentarze.
Weto ustawodawcze – potoczna nazwa służącego organowi władzy wykonawczej uprawnienia do zawieszenia wejścia w życie aktu prawnego uchwalonego przez parlament. 
Tradycyjnie wyróżnia się weto mocne, którego nie da się wzruszyć i które definitywnie kończy procedurę legislacyjną oraz weto słabe, które może zostać odrzucone przez odpowiednią większość w parlamencie.

## Weto ustawodawcze w Polsce

### Konstytucja z 1997
Na podstawie art. 122 Konstytucji RP z 1997 roku Prezydent RP może:
- podpisać uchwaloną przez Sejm ustawę (art. 122 ust. 2). Winien to uczynić w ciągu 21 dni od dnia przedstawienia (w przypadku projektów ustaw uznanych przez Radę Ministrów za pilne i ustawy budżetowej, termin ten wynosi 7 dni (art. 123 ust. 3 i 224 ust. 1)). Po podpisaniu ustawy, Prezydent zarządza jej ogłoszenie w Dzienniku Ustaw Rzeczypospolitej Polskiej. Po ogłoszeniu ustawa staje się źródłem obowiązującego prawa (art. 87 ust. 1 i art. 88 ust. 1). W takim przypadku Prezydent nie ma już prawa weta (utożsamianego z odesłaniem lub skierowaniem ustawy do innego podmiotu), ale na podstawie art. 191 ust. 1 pkt 1 ma prawo wystąpić w dowolnym momencie do Trybunału Konstytucyjnego z wnioskiem o stwierdzenie niezgodności ustawy z Konstytucją (art. 188).
- skierować ustawę do Trybunału Konstytucyjnego (art. 122 ust. 3). W takim przypadku, o dalszym losie ustawy przesądza wyłącznie wyrok Trybunału Konstytucyjnego (Prezydent nie może odmówić podpisania ustawy, którą Trybunał Konstytucyjny uznał za zgodną z Konstytucją).
- przekazać ustawę Sejmowi do ponownego rozpatrzenia (art. 122 ust. 5) - inaczej mówiąc: odmówić podpisania ustawy - czyli ją zawetować. Prawo weta nie obejmuje ustawy budżetowej (art. 224 ust. 1) i ustawy zmieniającej Konstytucję (art. 235 ust. 7). Sejm może weto Prezydenta odrzucić większością kwalifikowaną 3/5 głosów w obecności co najmniej połowy ustawowej liczby posłów (termin na to nie jest określony; może to uczynić do upływu swojej kadencji). W takim przypadku Prezydent winien podpisać ustawę w ciągu 7 dni i zarządzić jej ogłoszenie (art. 122 ust. 5). Jeżeli ustawa nie zostanie ponownie uchwalona, zostaje odrzucona a postępowanie ustawodawcze zakończone.

### Weto mocne w Polsce
W sytuacji końca kadencji Sejmu RP, Prezydent RP dysponuje de facto wetem mocnym wynikającym ze zwyczaju dyskontynuacji prac parlamentarnych w polskiej legislatywie. Ustawy uchwalone przez Sejm w terminie uniemożliwiającym rozpatrzenie prezydenckiego weta przed końcem kadencji Sejmu mogą zostać zawetowane przez Prezydenta RP jednostronnie, bez możliwości odrzucenia weta przez parlament.
Przypadek ten jest podawany jako dowód tego, że zwyczaj jest również źródłem prawa w Polsce, obok Konstytucji, umów międzynarodowych, ustaw i rozporządzeń.

### Historia weta ustawodawczego w Polsce
Konstytucja marcowa nie przewidywała możliwości odmowy podpisania ustawy przez Prezydenta RP (prawo veta zawieszającego na 30 dni miał natomiast Senat). Uprawnienie głowy państwa do odrzucenia ustawy było wymienione w Konstytucji kwietniowej. Sprzeciw Prezydenta RP mógł zostać odrzucony ustawową większością posłów i senatorów.
W myśl Konstytucji PRL Przewodniczący Rady Państwa wraz z Sekretarzem nie miał prawa weta. Prawo to przyznano nowelą kwietniową Prezydentowi PRL (od 31 grudnia 1989 roku na mocy noweli grudniowej Prezydentowi RP). Prerogatywa ta występowała także w Małej Konstytucji. Te dwa ostatnie akty konstytucyjne pozwalały na obalenie weta prezydenckiego większością co najmniej 2/3 posłów. Jednakże w okresie obowiązywania Małej Konstytucji weto w stosunku do rozporządzenia z mocą ustawy miało charakter absolutny.

### Stosowanie weta ustawodawczego w Polsce
- Wojciech Jaruzelski (1989–1990) – 1 raz[1]
- Lech Wałęsa (1990–1995) – 27 razy[1]
- Aleksander Kwaśniewski (1995–2005) – 35 razy[1]
- Lech Kaczyński (2005–2010) – 18 razy[1]
- Bronisław Komorowski (2010–2015) – 4 razy[1]
- Andrzej Duda (2015–2025) – 21 razy[2]